# Ceglédbercel, Pesta
Ceglédbercel  este un sat în districtul Cegléd, județul Pesta, Ungaria, având o populație de 4.391 de locuitori (2011). 

## Demografie
Componența etnică a satului Ceglédbercel
     Maghiari (85,14%)
     Germani (13,81%)
     Necunoscut (0,37%)
     Alții (0,67%)
Componența confesională a satului Ceglédbercel
     Romano-catolici (48,62%)
     Fără religie (9,5%)
     Reformați (7,63%)
     Luterani (2,98%)
     Necunoscută (30,56%)
     Alte religii (2,12%)
Conform recensământului din 2011, satul Ceglédbercel avea 4.391 de locuitori. Din punct de vedere etnic, majoritatea locuitorilor (85,14%) erau maghiari, cu o minoritate de germani (13,81%). Apartenența etnică nu este cunoscută în cazul a 0,37% din locuitori. Nu există o religie majoritară, locuitorii fiind romano-catolici (48,62%), persoane fără religie (9,5%), reformați (7,63%) și luterani (2,98%). Pentru 30,56% din locuitori nu este cunoscută apartenența confesională.